# Maccarese
Maccarese S.p.A. est une société agricole italienne, fondée en 1925 par la famille Torlonia, située dans la localité homonyme de Maccarese dans la commune de Fiumicino, entre l'arrière-pays et le littoral tyrrhénien.
Cette ferme de 3 200 hectares, la plus importante d'Italie, est rachetée en 1998 par Edizione Holding, appartenant à la famille Benetton. Outre ses activités purement agricoles et d'élevage de bovins, elle est aussi le siège d'une agence internationale de développement de la biodiversité alimentaire et un centre de formation agro-zootechnique.

## Histoire
La société Maccarese Società Anonima di Bonifiche S.p.A. (S.A.B.) est fondée en 1925 à l'initiative du prince Giovanni Torlonia, propriétaire de nombreux terrains entre le fleuve Arrone et le port de Fiumicino. Il forme un consortium avec la Società di Bonifiche ed Irrigazione (SGIBI), appartenant à plusieurs banques nationales. En 1927, la société nouvellement créée étend sa propriété au nord de la rivière Arrone et, en 1929, est reprise par une des banques d'État, la Banca Commerciale Italiana, selon les consignes de Benito Mussolini,. En raison de la crise financière et économique du début des années 1930, en 1933, la propriété est transférée à l'Istituto per la Ricostruzione Industriale.
Après la Seconde Guerre mondiale, l'entreprise devient un important laboratoire pour les entreprises et les syndicats et permet l'égalité salariale parfaite entre hommes et femmes dès 1961. La société est mise en vente en février 1983 dans le cadre d'une restructuration des propriétés de l'Istituto per la Ricostruzione Industriale. La vente, qui semblait considérée comme certaine, n'a pourtant pas eu lieu en raison des réactions des politiques et des syndicats qui contestent à la fois l'absence d'approbation du gouvernement pour la vente de l'entreprise et l'absence de préemption pour une solution publique. Il a été également souligné que le compromis de vente prévoyait que l'acheteur devait s'engager à maintenir l'usage agricole du domaine de 3 200 hectares pendant seulement cinq ans, faisant ainsi naître des soupçons d'éventuelles spéculations immobilières à la fin de l'engagement. Sur cette base, en avril 1984, le syndicat Confédération générale italienne du travail dépose un recours devant le tribunal contre la vente pour comportement anti-syndical et violation de l'accord d'attribution de trente ans de la propriété à usage agricole ; il avait en effet été fait savoir que le nouvel acquéreur avait l'intention de construire des installations touristiques et portuaires dans la zone du domaine une fois l'usage agricole expiré. L'acceptation de ce recours a mis fin à tout projet de vente de l'entreprise également à la lumière des conditions imposées par le magistrat pour pouvoir vendre la propriété, ce qui l'aurait effectivement rendue peu attractive pour tout  acheteur.
En 1986, SOFIN SpA, une société financière du groupe public IRI propriétaire de Maccarese SpA, relance l'activité de la ferme. En mai 1986, l'IRI transfère la société Maccarese SpA à sa filiale SoGEA SpA, une société spécialisée dans le domaine agricole du groupe Iritecna SpA. En 1993, une tentative de vente par offre privée a été dénoncée par les forces politiques et bloquée à cause du manque de clarté sur l'usage prévu des 3 200 hectares de terrain, considéré comme trop attrayant pour les constructions touristiques.
En 1998, Maccarese SpA, dont l'IRI avait pourtant garanti un droit de préemption aux autorités locales sur le territoire desquelles elle est située (commune de Fiumicino, province de Rome et Latium), est proposée au groupe Benetton qui avait manifesté l'intention de l'acquérir via sa filiale financière Edizione Holding. Cependant, si lors des ventes précédentes les partis et syndicats de gauche avaient soulevé des objections bloquantes, à l'occasion de la vente à la famille Benetton c'estt le parti d’extrême droite, Alleanza Nazionale, héritière du parti néo-fasciste Mouvement social italien – Droite nationale qui s'y oppose, craignant les crises de l'emploi consécutives à cette vente. La vente est finalisée en septembre 1998 pour une valeur de 93 milliards de lires (84 millions d'euros valeur 2022) avec l'imposition, par le maire de Fiumicino, de ne pas modifier la surface constructible du domaine sous peine de payer une pénalité de 20 milliards de lires,. À la suite de cet accord, les autorités locales renoncent à leur droit de préemption.
La nouvelle gouvernance maintient l'ensemble des 3 200 hectares de terres agricoles, principalement cultivées avec des cultures arables, du fourrage et des légumes. À partir de 2019, la ferme Maccarese SpA déclare disposer d'un troupeau de 3 600 vaches donnant une production journalière de 48 000 litres de lait, environ 10 % des besoins de Rome. La ferme Maccarese élève également des veaux pour la viande et a reçu les certifications ISO 14001 (2007) et ISO 45001 (2019) délivrées par le Bureau Veritas. En 2018, la société déclare un chiffre d'affaires de 13,8 millions d'euros.
Le patrimoine de l'entreprise comprend quelques éléments d'importance historique mis à la disposition d'autres organismes et institutions comme le château San Giorgio du XVIe siècle, siège du Centre de Formation pour le Développement de l'Agro-zootechnique, une association fondée à l'initiative de plusieurs entreprises agricoles importantes, qui assure la formation des opérateurs du secteur agroalimentaire et de l'élevage,. Le rez-de-chaussée du château est utilisé par la municipalité de Fiumicino comme salle des mariages. Le domaine Maccarese abrite également le siège de Bioversity International, une agence alimentaire parrainée par la FAO qui s'occupe de recherche agricole inspirée par le principe de biodiversité.
La société Maccarese SpA fait partie de la branche Immobilier et agriculture du groupe Edizione Holding, - Chiffre d'affaires : 1,7 Mds d'euros en 2022 soit 13 % du CA du groupe Edizione Holding, qui comprend : 
- Edizione Proprety SpA (100 %) société immobilière opérationnelle avec 97 immeubles 227 000 m2 dans 13 pays. Chiffre d'affaires 2022 : 46,2 millions d'euros,
- Maccarese SpA (100 %) société agricole disposant de 3 200 hectares et 3 800 têtes de bétail, rachetée en 1998, la plus importante propriété agricole d'Italie. Chiffre d'affaires 2022 : 15,1 millions d'euros,
- Compañia de Tierras Sud Argentino société agricole argentine achetée en 1991 disposant de plus de 940 000 hectares et 270 000 têtes de bétail (vaches et moutons). Chiffre d'affaires 2022 : 18,8 millions d'euros,
- Granadera Condor (100 %) société agricole argentine. Chiffre d'affaires 2022 : 11,9 millions d'euros.